# Virus des bayous
Orthohantavirus bayoui
Espèce
Synonymes
- Bayou orthohantavirus (ICTV, 2016)
- Bayou hantavirus (ICTV, 2015)
- Bayou virus (ICTV, 1999)

formes de rang inférieur
- Bayou hantavirus Louisiana
- Catacamas virus (en)[2]

Orthohantavirus bayoui (BAYV), ou virus des bayous, est une espèce de virus à ARN monocaténaire à sens négatif du genre Orthohantavirus dans l'ordre des Bunyavirales.
Il a été identifié pour la première fois en 1993 en Louisiane,,. En 1996, le rat du riz des marais a été identifié comme le réservoir naturel du virus, indiquant que ce virus était répandu dans tout le sud-est des États-Unis.
Le virus des bayous provoque chez l'humain le syndrome pulmonaire à hantavirus (SPH) et est le deuxième hantavirus le plus répandu aux États-Unis derrière le virus Sin Nombre.